# Pseudabutilon cinereum
Pseudabutilon cinereum är en malvaväxtart som först beskrevs av August Heinrich Rudolf Grisebach, och fick sitt nu gällande namn av A. Krapovickas. Pseudabutilon cinereum ingår i släktet Pseudabutilon och familjen malvaväxter. Inga underarter finns listade i Catalogue of Life.